# 程旦
程旦（1487年—？年），字孟明，南直隶徽州府歙縣人，明朝政治人物。

## 生平
治《礼记》，行八，由國子生中式正德八年癸酉科（1513年）應天府鄉試第五名舉人，年三十七歲中式嘉靖二年（1523年）癸未科會試第二百三十二名，第二甲第十六名進士。授户部主事，督明时坊三草场，通判五卫仓粮，总理宣府粮储。历升户部郎中、福建左参议，十三年（1535）闰二月升云南按察司副使。嘉靖十七年（1538年）三月升云南左参政，二十年四月升本省按察使，遷浙江右布政使，未上任而卒，祀乡贤。

## 家族
曾祖程文生。祖父程福仁，義官。父程正春。母王氏。永感下。弟旭、暕、暚、曙。